# بات كوربيت
بات كوربيت (بالإنجليزية: Pat Corbett)‏ هو لاعب كرة قدم بريطاني، ولد في 12 فبراير 1963 في حي هكني في لندن في المملكة المتحدة. لعب مع توتنهام هوتسبير وميبا ونادي ليتون أورينت.